# باركر بورتر
باركر فريدريك بورتر (بالإنجليزية: Parker Frederick Porter؛ مواليد 22 أبريل 1985) هو مقاتل فنون القتال المختلطة أمريكي.

## وصلات خارجية
- باركر بورتر على موقع يو إف سي (الإنجليزية)
- باركر بورتر على موقع بيلاتور (الإنجليزية)
- باركر بورتر على موقع شيردوغ (الإنجليزية)
- باركر بورتر على موقع Tapology.com (الإنجليزية)